# Arsenal VG-90
Die Arsenal VG-90 war ein strahlgetriebenes trägergestütztes Jagdflugzeug des französischen Herstellers Arsenal de l’Aéronautique.

## Geschichte
Am 3. Juni 1946 gab die französische Marine eine Spezifikation für ein trägergestütztes Jagdflugzeug heraus, das eine Höchstgeschwindigkeit von 900 km/h erreichen sollte. Neben der von Vernisse und Galtier entwickelten VG-90 wurden auch die Entwürfe Aérocentre NC 1080 und Nord 2200 eingereicht. Die VG-90 basierte auf Erfahrungen mit der Arsenal VG-70 mit einem sich nicht bewährenden Lufteinlauf auf der Rumpfunterseite. Die VG-90 startete am 27. September 1949 in Villaroche mit dem Piloten Modeste Vonner zu ihrem 15-minütigen Erstflug. Am 26. Januar 1950 erreichte das Flugzeug eine Geschwindigkeit von 800 km/h, und am 1. April begann das Vergleichsfliegen mit den anderen Entwürfen im Flugversuchszentrum Centre d’Essais en Vol. Am 25. Mai 1950 führte der eigentlich als Testpilot vorgesehene, aber beim Start der Erprobung verletzte Pierre Decroo den 48. Testflug der Maschine durch. Gut zwei Wochen später sollte das Flugzeug an der Pariser Luftfahrtschau präsentiert werden. Als Abschluss des Fluges setzte Decroo zu einem Anflug in niedriger Höhe auf Brétigny an, als sich laut Untersuchungsbericht die Luftbremsen öffneten und abgerissen wurden, gegen das Höhenleitwerk prallten und Decroo die Kontrolle über die Maschine verlor, abstürzte und dabei ums Leben kam. Im Juli bekundete der zuständige Staatssekretär sein Interesse an der Weiterführung der Programms und wünschte eine Vorserie von fünf Flugzeugen.
Der Unfall verzögerte das Flugtestprogramm um fast ein Jahr, so dass der zweite und verbesserte Prototyp erst im Juni 1951 zum Erstflug startete. Das Flugzeug bestand im Gegensatz zur Holz-Metall-Mischbauweise des ersten Prototyps mit Sperrholz-Flügel-Beplankung zur Gänze aus Metall. Am 21. Februar 1952 stürzte auch dieser Prototyp bei einem Flug nach Istres durch einen Konstruktionsfehler in der Servosteuerung – wodurch das Flugzeug ins Flattern geriet und daraufhin das Höhenleitwerk abriss – bei Gipcy ab. Der Pilot Claude Dellis kam dabei ums Leben, da auch der eingebaute Martin-Baker-Schleudersitz versagte. Daraufhin wurde im Juni 1952 das Projekt zugunsten der Sud-Est Aquilon eingestellt und der Bau des dritten Prototyps, der als erste Maschine der Serienversion VG-91 mit einem SNECMA-Atar-101F-Triebwerk ausgerüstet werden sollte, abgebrochen. Das Flattern wurde mit diesem unfertigen dritten Prototyp noch im Windkanal untersucht. Jahre später wurden die stark korrodierten Überreste dieses Flugzeugs in Cazaux erkannt. Ein Erhalt war aussichtslos und so wurden die Reste im Juli 1978 verschrottet.

## Konstruktion
Die VG-90 war ein einmotoriger und einsitziger Tiefdecker mit konventionellem Leitwerk in Ganzmetallbauweise, wobei der erste Prototyp noch eine Struktur aus Metallträgern mit Birkenholzbeplankung erhielt. Die Lufteinläufe für das Hispano-Suiza-Nene-Triebwerk (eine Lizenzproduktion von Rolls-Royce) befanden sich seitlich am Rumpf unter den um 25° gepfeilten Tragflächen.

## Technische Daten
| Kenngröße             | Daten                                                     |
| --------------------- | --------------------------------------------------------- |
| Besatzung             | 1                                                         |
| Länge                 | 13,44 m                                                   |
| Spannweite            | 12,6 m                                                    |
| Höhe                  | 3,55 m                                                    |
| Flügelfläche          | 30,7 m²                                                   |
| Flügelstreckung       | 5,2                                                       |
| Leermasse             | 5555–5725 kg                                              |
| max. Startmasse       | 8200–8719 kg                                              |
| Höchstgeschwindigkeit | 855 km/h in Bodennähe                                     |
| Dienstgipfelhöhe      | 12.000 m                                                  |
| Steigleistung         | 15 m/s                                                    |
| Triebwerk             | ein Hispano-Suiza (Rolls-Royce) Nene mit 22,2 kN Schub    |
| Bewaffnung            | geplant waren drei 30-mm-Kanonen HS 602 von Hispano-Suiza |